# Гадюка Нікольського
Гадю́ка Ніко́льського (Vipera nikolskii) — змія родини гадюкові, ендемічний вид для Східної Румунії, Республіки Молдова, України та південної частини Росії. Вид включений до Червоної книги Росії. Деякі герпетологи вважають гадюку Нікольського підвидом звичайної гадюки.
Названа на честь українського і російського дослідника Олександра Нікольського.

## Поширення
Ареал охоплює лісостепові та степові райони Румунії на схід від Карпат, Молдови, України, та чорноземні області Росії до передгір'їв Уралу, широтний діапазон становить 46-54 ° північної широти.

### Поширення в Україні
Поширена тільки в лісостепу, північна межа поширення в Україні проходить через Київську, північ Полтавської (Пирятин), Сумську (Путивльський район) області. Має обмежений ареал та доволі специфічні умови до місць перебування, часто популяції пов'язані з дібровами. Локально може бути чисельною.

## Будова
Гадюка Нікольського невелика у розмірах, довжина тіла до 76 см, хвоста — до 10,5 см. Самиці крупніші за самців. Співвідношення довжини тіла до хвоста у самців 6 до 1, у самиць 7 до 1. Навкруги середини тіла розташовано 20—23 рядів лусок. Голова велика, широка, ледь випукла, добре відмежована від шиї. Райдужка очей темно-каштанового кольору, темніша у самців. Забарвлення тулуба дорослих особин завжди суцільно чорне, інколи у молодих особин на верхньогубних щитках іноді зберігаються білі плями. На останніх підхвостових щитках є жовті або рожеві плями. Молоді особини мають сіро-коричневе забарвлення з коричневим малюнком на спині, після першої зимівлі темніють та на 4-му році життя набувають забарвлення, характерне для дорослих особин. Для популяцій на захід від Дніпра відомі знахідки не чорних дорослих особин, забарвлених подібно до звичайної гадюки.

## Спосіб життя
В Україні найчастіше зустрічається на узліссях, лісових галявинах, лісосмугах, складених листяними породами дерев, також на луках та у мішаних лісосмугах, іноді у соснових лісах. Уникає степових ділянок та агроценозів. Активний період з березня по жовтень. Після зимівлі з'являються на поверхні землі звичайно в березні, спочатку самці, за два-три тижні — у квітні — самиці. Гадюки активні переважно в денний час. Харчуються переважно дрібними гризунами, жабами, ящірками. Парування у травні. У серпні — на початку вересня самиця народжує до 24 дитинчат довжиною до 21 см.

## Охорона
Занесена до останнього видання Червоної книги України (2009).